# Роман II
Роман II (грч: Ρωμανός Β΄, рођ. 15. марта 938—умро 963. год) био је византијски цар од 959. до своје преране смрти 963. године.
Роман је био син Константина VII Порфирогенита и Јелене, ћерке Романа I Лакапина по коме је и добио име. Учени цар Константин покушао је да упути свог сина у државничке послове и посветио му је дипломатски спис De administrando imperio (О управљању царством).
Као дете је, по вољи свог деде са мајчине стране Романа Лакапина, ожењен Бертом, ванбрачном ћерком Ига од Провансе, али се ова веза завршила раном смрћу младе принцезе. Из љубави се 956. оженио Анастасом, ћерком крчмара, која је као царица добила име Теофана.
Када је наследио престо 959. Роман се посветио пре свега разним разонодама попут лова док је државничке обавезе препустио дворском евнуху Јосифу Вринги и војсковођи Нићифору Фоки. Теофана је такође имала велик утицај, који је искористила да свргне царицу-мати Јелену и да Романове сестре насилно затвори у манастир. Под вођством Нићифора Фоке византијска војска је муслиманским Арапима 961. одузела Крит, а наредне 962. и Киликију.
Роман је изненада умро 963. године и за собом је оставио малолетне синове Василија II и Константина VIII. Њихова мајка Теофано се преудала за већ прослављеног војсковоћу Нићифора II Фоку и тиме је задржала престо представницима Македонске династије.

## Породично стабло
|  |                                |  |  |  |  |  |  |  |  |  |  |  |  |  |  |  |
|  | 2. Константин VII Порфирогенит |  |  |  |  |  |  |  |  |  |  |  |  |  |  |  |
|  |                                |  |  |  |  |  |  |  |  |  |  |  |  |  |  |  |
|  |                                |  |  |  |  |  |  |  |  |  |  |  |  |  |  |  |
|  | 1. Роман II                    |  |  |  |  |  |  |  |  |  |  |  |  |  |  |  |
|  |                                |  |  |  |  |  |  |  |  |  |  |  |  |  |  |  |
|  |                                |  |  |  |  |  |  |  |  |  |  |  |  |  |  |  |
|  | 3. Јелена Лакапина             |  |  |  |  |  |  |  |  |  |  |  |  |  |  |  |
|  |                                |  |  |  |  |  |  |  |  |  |  |  |  |  |  |  |
|  |                                |  |  |  |  |  |  |  |  |  |  |  |  |  |  |  |